# Godiva Chocolatier

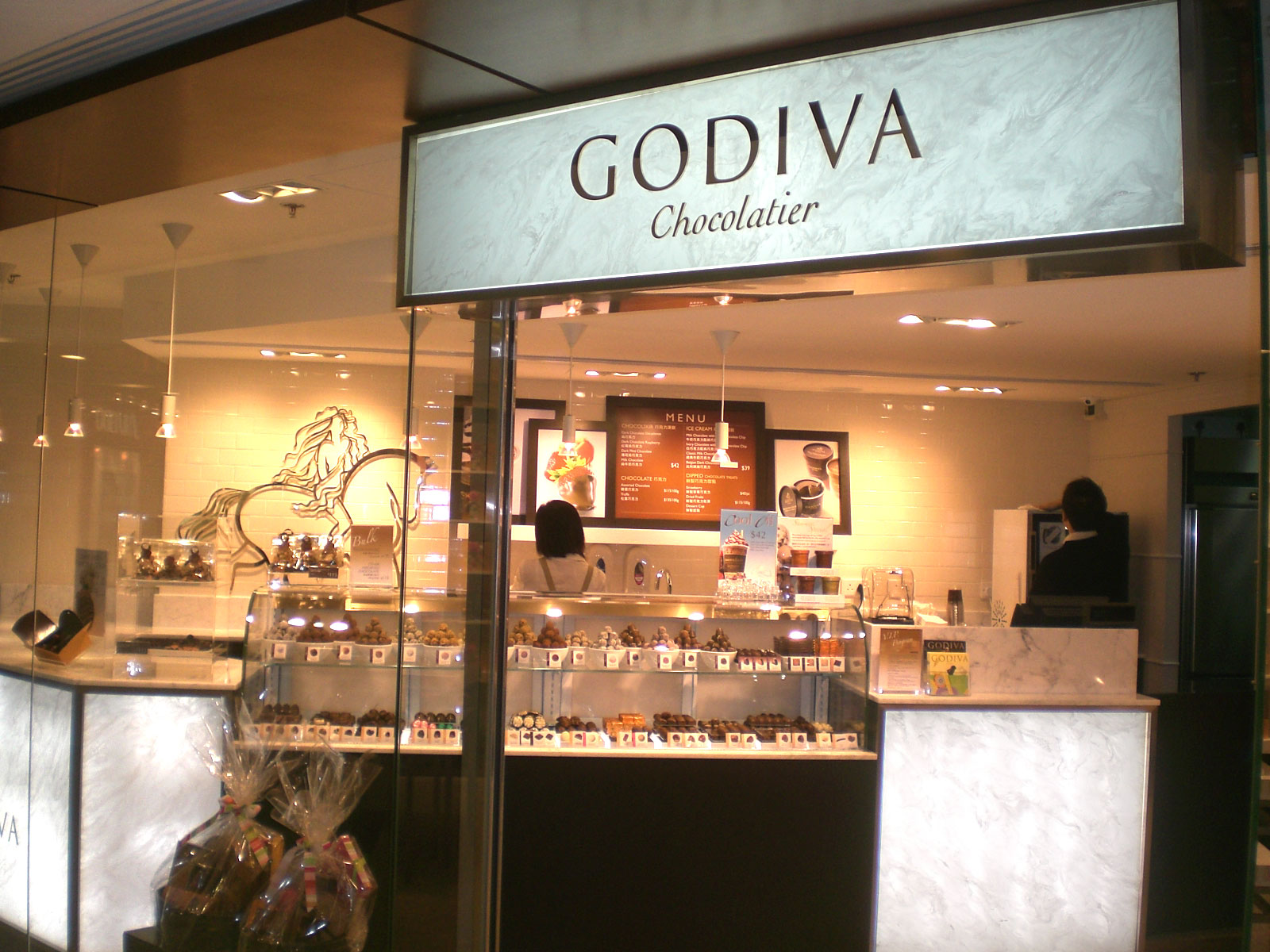
Godivabutik i Hongkong.

Godiva Chocolatier är en berömd belgisk chokladfabrik, tidigare ägd av konservjätten Campbells. Företaget såldes under 2008 till det turkiska företaget Yildiz Holding A.S. som också äger Ülker.